# Németbánsági ezred
A Németbánsági ezred (más nevei: német-bánáti végezred , német-illír végezred, német-szerb végezred, németül Deutsch-Illyrische Grenzregiment, latinul Germanico Banaticum Regimen Confiniarium) 1774-1872 június 8. a Magyar Királyság Bécsből igazgatott határőrvidéki közigazgatási területe. Az Alduna balpartja mentén a török és rablócsapatok elleni védelem indokolásával hozták létre. Székhelye Pancsova volt.

## Fekvése
Végleges kialakításakor északon Torontál vármegye, keleten az románbánsági ezred (határ a Karas folyó), délen a Duna (országhatár az Oszmán Birodalommal), nyugaton a Tisza torkolatvidéke (Sajkásvidék) (Csajkás kerület) és a Duna (péterváradi ezred) határolta.

## Története
Az 1741. évi XVIII. tc. 5. § rendelte el e katonai határőrvidék kialakítását. A német polgári lakosság betelepítését 1765-ben rokkant katonák telepítésével kezdték. Benépesítették az Al-Duna és a Temes torkolatvidékét, ahol 12 szerb faluban helyezték el őket. 1768-ig 4 század telepítésével mentesítették a segélyezés terheitől az osztrák rokkantak intézetét. 1770-74: megerősítették és kiterjesztették, az ekkor 51 község területét nevezték aldunai vagy német-illír határőrvidéknek (Deutsch-Illyrische Grenze), elnevezése
1783-1800. X. 31: német-bánsági canton,
1800-72: német-bánáti végezred. II. József 1774-ben a karánsebesi kerületből még hat falut csatolt hozzá. Parancsnoksága 1807-től Pancsova mezővárosban székelt. 45 falujában ekkor 162885, 1813-ban 174572 fő élt. 1838-ban az oláh-illír ezredben megalakították a németbánsági zászlóaljat Fehértemplom székhellyel. 1845 VI. 1-jén a németbánsági ezred alibunári és delibláti századát és az oláh-illír ezred izbistyei, kusicai, jeszenovai és pozsesani századából ezreddé bővítették. 1848. III. 20-án Pancsova lakossága tüntetett a magyar forradalom mellett. A szerb felkelők legyőzése után 1849 V. 9-én Perczel Mór honvédtábornok bevette Pancsovát. 1869. VIII. 19-én Ferenc József elrendelte a katonai határőrvidék különállásának fokozatos megszüntetését, a polgári közigazgatás bevezetését és bekebelezését Magyarországba ill. Horvát-Szalvóniába. 1872. VI. 8-án e folyamat véglegessé vált, az öt (kubini, antalfalvai, pancsovai, perlaszi, glogoni) járásra osztott terület 1-10. századából alakították ki újjá Torontál vármegyét. A 11. századát (károlyfalvi járás) és 12. századát (kubini járás) Temes vármegyébe kebelezték.